# Брешь
Брешь (женский род), (от фр. breche) — пролом, отверстие или обвал в крепостной постройке (в крепостной стене, в земляном валу), произведенный взрывами или ядрами неприятеля, устраиваемые для облегчения запланированного штурма), в древности, для крепостной стены — тараном.

## История
Для устройства бреши применялась брешбатарея, которая располагалась на самом близком расстоянии от неприятельской крепости, обыкновенно в 1-й параллели (линия осадных траншей), причём выбирали для них по возможности возвышенные пункты, чтобы уменьшить угол падения снаряда при ударе в эскарп.
Само устройство бреши называлось брешированием и могло производиться практически любым артиллерийским подразделением. Ширина бреши должна быть около 7 — 10 сажень, чтобы штурмующая колонна войск могла пройти по обвалу.
Гильомом Пиобером были предложены удлинённые заряды и способ пробивания бреши.

## Иное
Слово брешь применяется также некоторыми к:
- пролому, отверстию, пробитому в стене, в корпусе корабля и так далее;
- в переносном смысле — разрыву, нарушение целостности чего-либо.